# معركة هريرة والشريعة
معركة هريرة والشريعة هي معركة دارت في 6-7 نوفمبر 1917 عندما هاجمت قوة التجريدة المصرية وأسرت أنظمة الدفاع التابعة لجيش فرقة الرعد العثمانية التي كانت تحمي تل أبو هريرة وتل الشريعة في منتصف خط غزة إلى بئر السبع، خلال الهجوم الجنوبي على فلسطين ضمن حملة سيناء وفلسطين في الحرب العالمية الأولى.
أصبحت هذه الأنظمة الدفاعية، التي نجحت في صد الهجمات الأمامية خلال معركة غزة الثانية، عرضة بعد حالة الجمود لمدة ستة أشهر، للمناورة الجانبية من قبل الفيلق العشرين البريطاني في 6 نوفمبر. وقد أصبح ذلك ممكنًا بعد احتلال بئر السبع في 31 أكتوبر حيث تم دفع المدافعين العثمانيين شمالًا من المدينة إلى تلال الخليل، خلال معركة تل الخويلف. هاجمت الفرقة 74 (الفرسان) الطرف الشرقي للدفاعات من الجانب الشرقي، بينما هاجمت الفرقة 60 (لندن 2/2) أنظمة دفاع الكوفخة والرشيدي من الجانب الجنوبي الشرقي.
في بداية المعركة، شنت فرق الفرسان هجومًا استطلاعيًا على الجانب الشرقي من الدفاعات العثمانية. بعد ذلك، انطلق الهجوم الرئيسي من قِبل قوات لندن، بدعم من الفرقة العاشرة (الأيرلندية) على الجناح الأيسر. وغطّت فرقة الفرسان المحمولة الجانب الأيمن للقوات المهاجمة، فيما غطت فرقة الفرسان الأسترالية المحمولة جانبهم الأيسر. أدت هجمات الفرقات المشاة الثلاث، المدعومة بقصف مدفعي فعال، إلى احتلال دفاعات الكوفخة والرشيدي بعد قتال عنيف. وعند اقتراب الغروب، توجهت قوات لندن لإعادة تنظيم صفوفها استعدادًا لشن هجوم على الشريعة، وعبور وادي الشريعة نحو التحصينات على تل الشريعة. تقدم الهجوم بعد غروب الشمس، عندما دمرت الحامية العثمانية كمية كبيرة من الذخيرة بالقرب من المحطة، مضيئة سماء الليل. توقف هجوم قوات لندن عبر الوادي، بعد فقدان ميزة الظلام، حتى جنح الليل. على الرغم من احتلال قوات لندن للوادي وتل الشريعة، إلا أن القتال العنيف الناجم عن سلسلة الهجمات المضادة العثمانية في 7 نوفمبر، منع تقدمهم.
تلقت الفرقة الفرسان الأسترالية المحمولة أوامر بتمهيد الطريق للمشاة، عندما تحركت كتيبة الفرسان الخفيفة الرابعة من خلال قوات لندن لشن هجوم على أقوى مواقع العثمانيين. على الرغم من إصدار أوامر للفرسان بالنزول عن خيولهم في وجه نيران عنيفة، إلا أن فرقة نجحت في اقتحام الحصن وتكبدت خسائر فادحة في عملية النزول عن الخيول لإخراج بنادقهم من ظهورهم.
بعد احتجازهم طوال النهار، نجحت هجمة أخرى في وقت متأخر من بعد الظهر من قِبل الفرقة 60 (لندن) والفرقة الفرسان الأسترالية المحمولة في احتلال الخطوط الخلفية العثمانية. هذا الهجوم، إلى جانب احتلال غزة خلال الصباح، كسر خط الدفاع العثماني. وبعد سبعة أيام، ونتيجة لانتصار قوة المشاة والفرسان المصرية في معركة قمة جبل المغار، تم احتلال يافا، وفي 9 ديسمبر 1917 بعد معركة القدس، تم احتلال المدينة وإنشاء خط جديد لقوة المشاة والفرسان المصرية يمتد من يافا إلى القدس.

## الخلفية

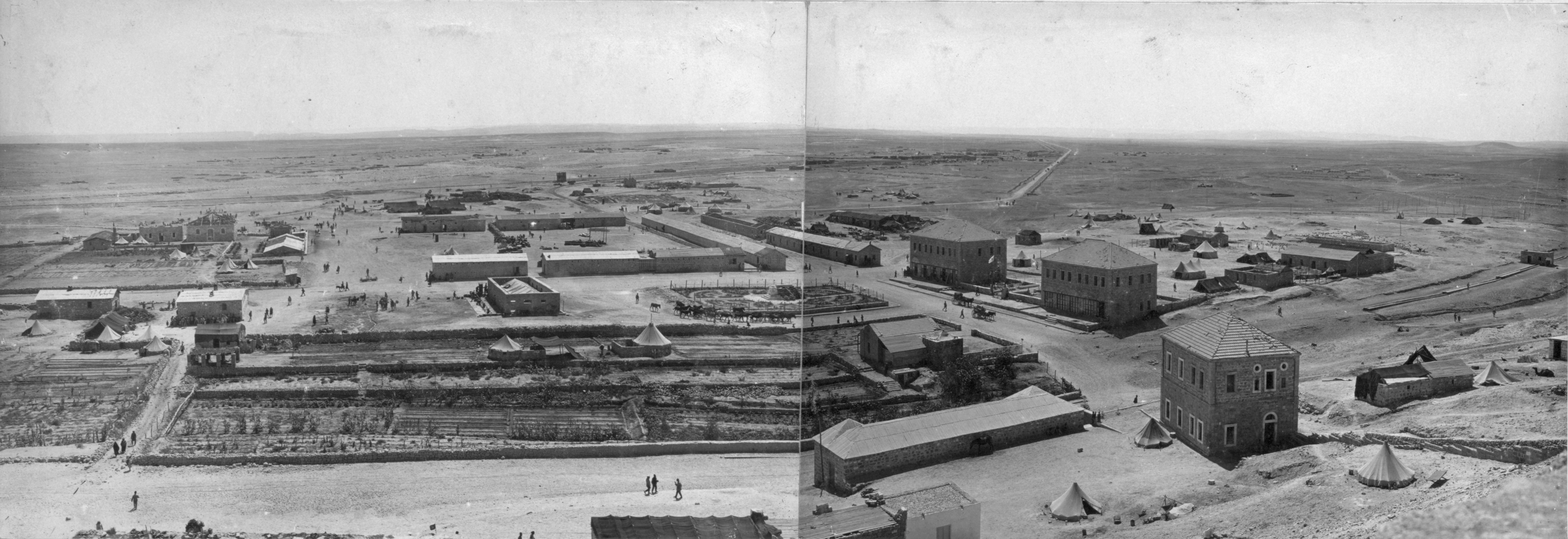
تم نقل مدينة حفير العوجة العسكرية العثمانية، القاعدة الصحراوية الرئيسية، إلى تل الشريعة.

خفَّض الجيش العثماني قاعدته الرئيسية في الصحراء في حفر العوجة نتيجة انتصار بريطانيا في معركة رفح في يناير 1917 والتي أنهت حملة سيناء. وبحلول فبراير أصبحت الشريعة في منتصف الطريق بين غزة وبئر السبع على خط السكة الحديد من بئر السبع إلى القدس ويافا، القاعدة الرئيسية للعثمانيين ومركزًا إداريًا ولوجستيًا رئيسيًا. وفيها نسبة كبيرة من المدافعين العثمانيين في الاحتياط.   كانت الشريعة حتى يونيو مقرًا للعثمانيين في خط غزة - بئر السبع. ونتيجة للقصف الجوي البريطاني، تم نقلها في يوليو إلى الهوج. بعد تشكيل مقري الجيش السابع والجيش الثامن الواقعين في الهوج والخليل على التوالي، لم تكن الشريعة مُحصَّنة بقوة واعتمدت على دفاعات الخوخة للدفاع عن المكان.
أنشأ الجيش الرابع في هذا المكان منشأة تدريب مركزية بإشراف مدربين ألمان ونمساويين وكذلك ضباط عثمانيين خبراء من الجبهات الأوروبية في غاليسيا ورومانيا ومقدونيا. وأجروا دورات بشكل منتظم في التكتيكات والأسلحة المستخدمة على الجبهة الغربية. بالإضافة إلى ذلك، تلقى القادة دورة مدتها 15 يومًا، وتلقى ضباط الفرق دورة مدتها ستة أسابيع ركزت على استخدام المدافع الرشاشة، التي كانت حيوية للكتائب المشاة العثمانية المعاد تنظيمها حديثًا. كما تضمن تدريب المدفعية أحدث الأساليب والتكتيكات.
في أوائل نوفمبر، كان قائد مجموعة جيش يلدريم إريش فون فالكنهاين في حلب في طريقه إلى القدس في بداية تعيينه، وكان على اتصالات تلغرافية جيدة مع جيشيه السابع والثامن في فلسطين، وجيشه السادس في بلاد ما بين النهرين ومع الأركان العامة العثمانية في القسطنطينية. ومن حلب أمر الجيش السابع بقيادة فوزي "باستعادة السيطرة على منطقة عملياته الأصلية، بما في ذلك جميع الوحدات القتالية ووحدات الدعم وخط قوات الاتصالات شمال بئر السبع"، وفي صباح يوم 1 نوفمبر بدأ الجيش السابع بإنشاء خط دفاعي. ونقل مقر قيادته إلى مدينة الخليل. مرعبر دمشق في 4 نوفمبر، ليصل إلى القدس ويبدأ في إنشاء مقره الرئيسي في البيت الألماني على جبل الزيتون في مساء اليوم التالي.
في غضون ذلك، تأخر الهجوم الرئيسي للقوات البريطانية على هريرة والشريعة يومين، بسبب صعوبات في المياه والنقل.

## المقدمة

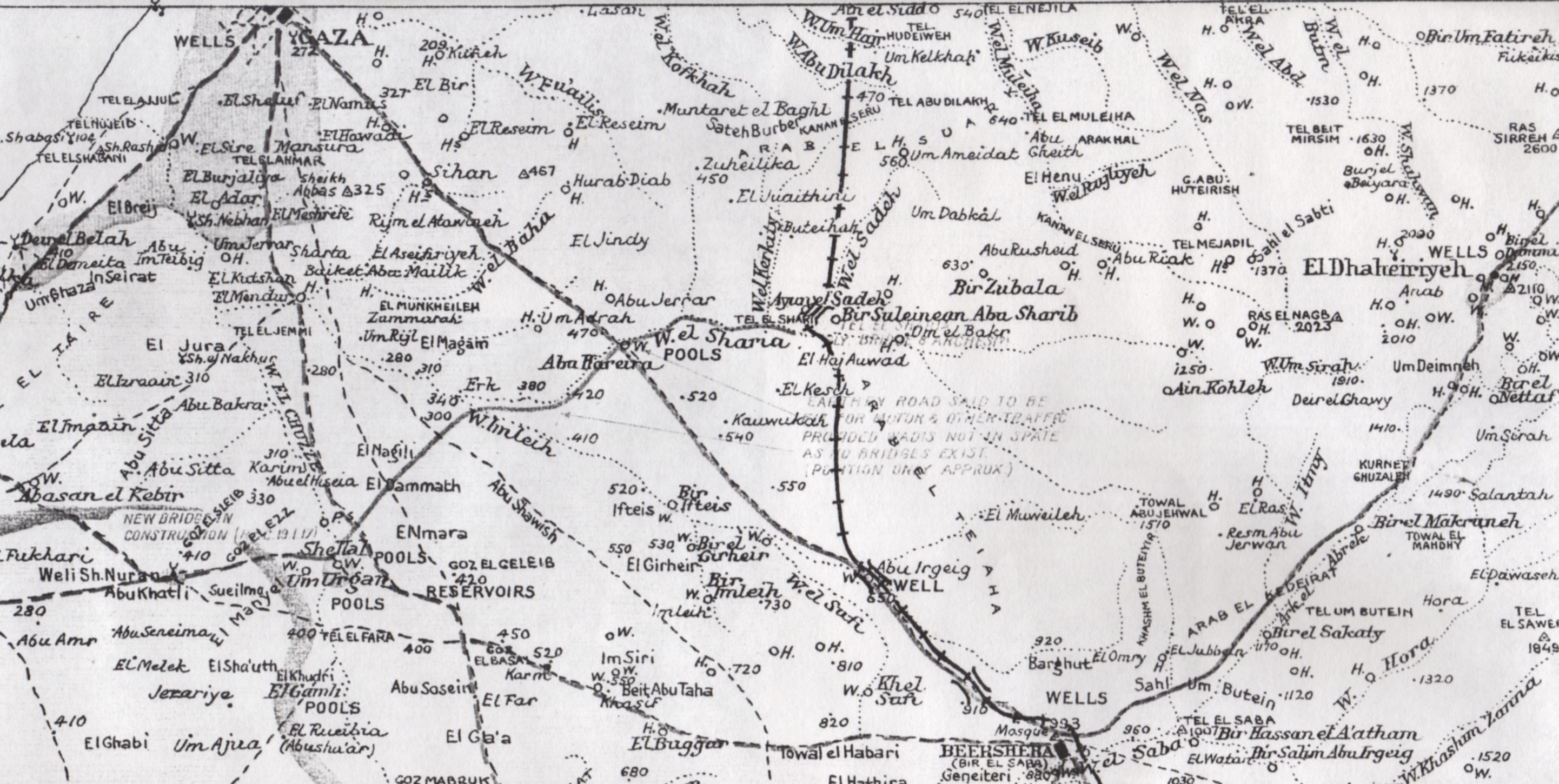
تفاصيل خريطة العريش إلى بئر السبع توضح خط غزة إلى بئر السبع وشريعة والضالعية

تطلب احتلال الخط الدفاعي العثماني، المُحصن جيدًا منذ ما قبل معركة غزة الثانية، شن عدة هجمات بعد معركة بئر السبع في 31 أكتوبر. ظلت غزة على الساحل تحت سيطرة العثمانيين، إلى جانب الخط الأمامي العثماني الممتد من هناك إلى هريرة والشريعة في الوسط. امتد الخط الدفاعي إلى طريق الخليل والقدس، الذي تحرسه حامية بئر السبع العثمانية التي انسحبت شمالًا إلى جبال  الخليل، لتدافع عن تل الخويلفة والطريق المؤدي إلى القدس. لم ينكسر الخط الدفاعي بل تراجع إلى الوراء.
شنت الفرقة 21 هجمات محدودة على تحصينات غزة القوية في 1 نوفمبر خلال معركة غزة الثالثة غير الحاسمة، وباتجاه تل الخويلفة البالغ ارتفاعه 2,500 قدم (760 م) وطريق القدس، من قبل فرقة الفرسان الصحراوية. صُممت هذه الهجمات على طرفي الخط العثماني لمنع المدافعين من نقل التعزيزات إلى الوسط. بينما سارت الفرقة 53 (ويلز) عبر بئر السبع في الساعة 06:30 من 1 نوفمبر، لتحتل خطًا على بُعد 3 ميل (4.8 كـم) غرب المدينة، مما جعلهم في وضع يسمح لهم بتغطية الجهة اليمنى لهجمات الفرقة 20 على هريرة والشريعة. وسعت فرقة الفرسان الأنزاكية على اليمين الخط شرقًا نحو طريق القدس، حيث واجهت مقاومة شديدة.
في ظهر يوم 2 نوفمبر، تحرك مقر الفرقة 60 (لندن) واللواء 180 إلى منطقة مؤقتة على بعد حوالي 1.5 ميل (2.4 كم) جنوب غرب بئر السبع، وتبعهم اللواء 179 واللواء 181 في اليوم التالي، قبل أن ينتقل اللواء 180 في 4 نوفمبر إلى منطقة مبيت مؤقتة جنوب المويلح، بينما خلف اللواء 181 اللواء 230. تطلبت السيطرة على الخط العثماني بعد الانتصار في بئر السبع، الاستيلاء على  هريرة والشريعة، لخلق فجوة واسعة تكفي لتقدم فيلق الصحراء شمالًا لقطع خطوط انسحاب العثمانيين.
في 1 نوفمبر استمرت هجمات فرقة الفرسان الأنزاكية والفرقة 53 (ويلز) في التركيز على الهجوم الرئيسي على الشريعة. على الرغم من أن هذه المعارك العنيفة للسيطرة على مرتفعات شمال بئر السبع أسفرت عن معركة غير حاسمة، إلا أنها مكنت فرقة الفرسان الصحراوية من التقدم لاحتلال موقع متميز يمكن من خلاله دحر جناح العثمانيين.  

### المدافعون

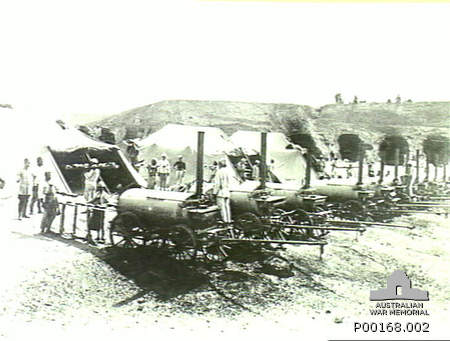
المخبز العثماني في الشريعة

في نهاية أكتوبر، بلغت القوة المقدرة لمجموعة جيش يلدريم التي تسيطر على خط غزة حتى الشريعة 40 ألف بندقية، وتم تعديلها لاحقًا إلى 33 ألف بندقية، و1400 سيف، و260 بندقية. دافعت ثلاث فرق عثمانية، قوامها حوالي 10,000 مشاة، عن تل الشريعة في الفيلق العشرين العثماني. حيث دافع جزء من الفرقة 26 عن منطقة هريرة ووادي الشريعة، بينما دافعت الفرقة 16 عن تل الشريعة. وقد قامت الفرقة 26 بربط الفرقة 16 بمقر الفرقة 19 والفيلق الثالث في الظاهرية على الطريق المؤدي إلى القدس. v لم يصل إلا ضابط واحد و27 رجلًا من الفوج 26 (الفرقة 27)، الذي كان جزءًا من حامية بئر السبع، للدفاع عن تل الشريعة.
امتدت خنادق القاوقة وأنظمة رشدي على مسافة 8 أميال (13 كـم) شرقًا من وادي الشريعة عند هريرة، على جانبي سكة حديد بئر السبع ووادي الشريعة لمسافة 2 ميل (3.2 كـم) إلى الشمال. تم حفر هذه الأنظمة الدفاعية عبر سهل قاحل مترب، خالٍ من الغطاء باستثناء الوديان، حتى سفح تلال الخليل. وقد دافعت عنها الفرقة 16 التي نشرت فوجين في خط النار. على الجانب الغربي من السكة الحديد كان هناك خندق متواصل معزز بخط ثاني متواصل تقريبًا من الخنادق متصل بالخط الأول بالعديد من خنادق الاتصالات. وكانت هذه التحصينات على شكل نصف قمر تواجه الجنوب الشرقي والجنوب والجنوب الغربي. على الجانب الشرقي من السكة الحديد، تتكون التحصينات من سلسلة من النقاط القوية يصل بعضها إلى 400 يارد (370 م) وبصرف النظر عن الجنوب. كانت جميع التحصينات في موقع جيد ومبنية على الرغم من أن السلك الذي يقوي الدفاعات غرب السكة الحديد لم يكن سميكًا أو مستمرًا ولم يكن هناك سلك يحمي الدفاعات شرق السكة الحديد.
كان من المتوقع إيقاف أي هجوم مشاة أو هجوم من الخيالة من القوات البريطانية على الشريعة أو محاولة اختراق شمالًا بنيران إنفيلاد من سلسلة من الأعمال الصغيرة الداعمة لبعضها البعض شرق خط السكة الحديد من بئر السبع، على مسافة 5-6 أميال (8-9.7 كـم) جنوب شرق هريرة. دافع الجانب الغربي من خط السكة الحديد من خلال نظام القاوقة، والذي تم ربطه بدوره بخط قوي من الخنادق مع نظام رشدي الذي يغطي هريرة، ويمتد على طريق غزة إلى بئر السبع، ويمتد نحو هريرة ووادي الشريعة. وهنا، مد معقل الهريرة القوي الخط من الجانب الآخر من الوادي، إلى خنادق المصطفى التي أعادت عبور طريق غزة إلى بئر السبع. كانت هناك سكة حديدية خفيفة تعود إلى مستودعات الذخيرة جنوب الشريعة من نظام رشدي. امتد خط المواجهة العثماني القوي عبر دولة مثالية للدفاع. كانت الخنادق عميقة ومخفية جيدًا، توفر غطاًء ممتازًا، وتسيطر على المناظر الطبيعية المتموجة بلطف والمفتوحة جدًا والجرداء في الجنوب. بين كل خط خندق متتالي، لم يكن هناك أي غطاء على الإطلاق لمهاجمة المشاة، الذين أجبروا على التقدم فوق الأرض الصخرية.
عندما وصل فون فالكنهاين إلى القدس مساء 5 نوفمبر، أمر كريس فون كريسنشتاين بسحب المدافع الثقيلة للجيش الثامن من غزة وشرق المدينة، وإعادتها إلى شمال وادي الحسي، حيث تم نقل بعضها على السكك الحديدية.

### المهاجمون

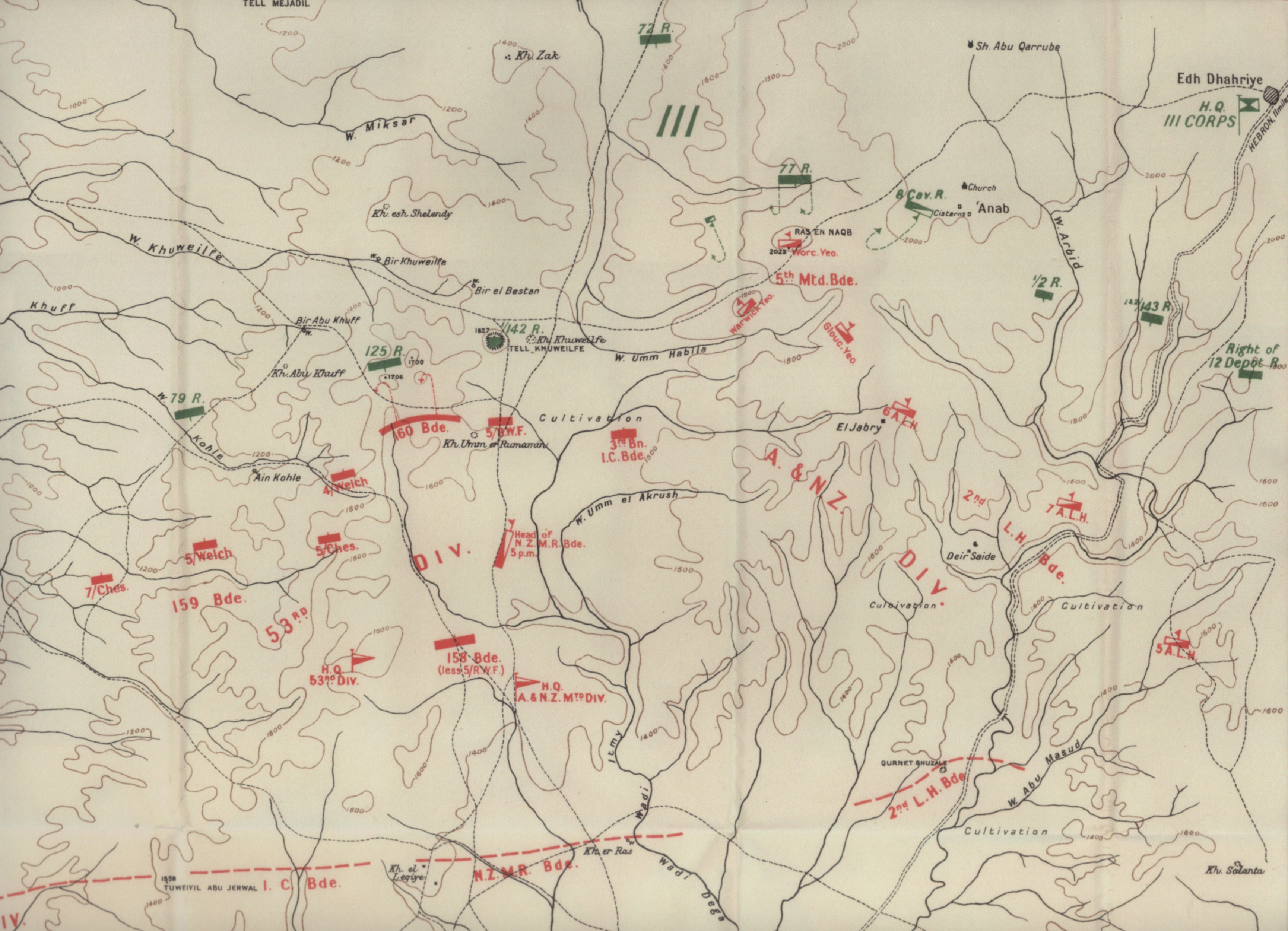
تم إنشاء خط البريطانيون في 1 نوفمبر وبدأ القتال شمال بئر السبع في 4 نوفمبر

حشد الفيلق 20 التابع لقوة التجريدة المصرية (باستثناء الفرقة 53 (الويلزية) ولواء فيلق الجمال الإمبراطوري الملحق مؤقتًا بفيلق الصحراء المتحرك) للهجوم على نظام خنادق قاوقة في وسط خط غزة-بئر السبع. ركز الجنرال ألنبي أربع فرق مشاة قوامها 40,000 جندي لتنفيذ الهجوم الرئيسي من الجناح، جنوب تل الشريعة. وعند فجر يوم 6 نوفمبر، انتشرت الفرقة 74 بالقرب من الدفاعات شرق السكة الحديدية على اليمين، والفرقة 60 (لندن) في الوسط شمال بئر أبو عرقيق، والفرقة العاشرة (الأيرلندية) على اليسار. دعمت هذه الفرق الثلاثة من المشاة المدفعية الثقيلة التابعة للفيلق 20، والبطاريتان الثقيلتان 15 و181، وكذلك بطاريات الحصار 378 و383 و440، مع فرقة الخيالة الأسترالية على يسارها وفرقة الخيالة يومانري على يمينها متصلة بالفرقة 53 (الويلزية).
تمركز الفيلق 20 شرق وجنوب شرق دفاعات هريرة، استعدادًا للهجوم في الاتجاه الشمالي الغربي. بمجرد استيلاء الفرقة 74 (يومانري) على الدفاعات شرق السكة الحديدية والسكة الحديدية نفسها، كان من المقرر أن تهاجم الفرقة 60 (اللندنية) وتستولي على خنادق قاوقة، قبل التقدم للاستيلاء على الشريعة. استعدادًا لهذه الهجمات في 6 نوفمبر، تم إجراء استطلاع دقيق لنظام قاوقة، بما في ذلك جميع خطوط الانتشار المحتملة، والمسارات، ومواقع المدافع. خلال ليلة 5/6 نوفمبر، تجمعت الفرق استعدادًا للهجوم.

#### استعدادات قوات المشاة المدرعة للهجوم
في صباح يوم 3 نوفمبر، أمر ألنبي الفرقة العشرين وفيلق الصحراء بالاستعداد للهجوم على الدفاعات العثمانية في 4 نوفمبر حيث كان الهدف الشريعة ونجيل. أبلغ مكتب الحرب: "كان اليوم مليئًا بالغبار والضباب، تدفعه رياح جنوبية قوية وحارة؛ وكان الاستطلاع صعبًا. لا أعرف حقًا ما يفعله الأتراك على أي من الجانبين؛ لكن يبدو أنهم يحركون قوات بحرية في المناطق الخلفية. ضباطي ورجالي يتمتعون باللياقة البدنية والثقة العالية... أبقوني على مستوى قوة مؤسستي الحالية، وآمل أن نسير على ما يرام."  رغم رغبته في شن الهجوم في أسرع وقت ممكن لاستغلال الاستيلاء على بئر السبع، أُجّل الهجوم بعد مؤتمر لقادة الفرق في 4 نوفمبر في بئر السبع. أرسل إليه برقية في الساعة 10:15 ليقول: "لقد قررنا أنا والجنرال شوفيل، بعد التشاور الوثيق، بتردد كبير، أن التأجيل حتى 6 نوفمبر أمر لا مفر منه بسبب صعوبات المياه وعطش الرجال." توجه اللنبي بعد ذلك إلى بئر السبع للتشاور مع شوفيل وتشيتود، ووافق على التأجيل.
احتاجت القوة المتمركزة مؤقتًا في بئر السبع بعد الاستيلاء عليها إلى 400 ألف جالون من المياه يوميًا، وعلى الرغم من تطوير المياه حيثما كان ذلك ممكنًا، فقد جلبت قوافل المياه الماء إلى القوات. أصبحت قلة الماء والغذاء للرجال والخيول المشكلة الرئيسية بين 2 و5 نوفمبر. خلال هذا الوقت، استمر القتال في منطقة تل الخويلفة، حيث كان لا بد من إحضار خيولهم لمسافة 28 ميلًا (45 كيلومترًا) إلى بئر السبع للحصول على الماء. علاوة على ذلك، احتاجت القوات المهاجمة على هريرة والشريعة، إمدادات يومية إضافية، حيث نُشرت في منطقة صحراوية قاحلة "غير مناسبة لأعمال الخيالة"، ولم تتحسن إمدادات المياه بشكل كافٍ إلا في 6 نوفمبر.
بعد المؤتمر، أمر شوفيل فرقة الخيالة الأسترالية بالعودة إلى كرم في فترة ما بعد الظهر لتخفيف الضغط على إمدادات المياه في بئر السبع. تناولت خيول الفرقة آخر مشروب مناسب لها في الخلاصة في 30 أكتوبر، حيث كانت إمدادات المياه مقيدة في أصلوج وبئر السبع. نظرًا لأنه تم سحب جميع الخيام في اليوم السابق استعدادًا للتحرك، قامت سيارة الإسعاف الميدانية الرابعة ذات الخيول الخفيفة بتضميد الجرحى في الخارج خلال الصباح. تلقت الأوامر ظهرًا وبعد الغداء، انطلقت سيارة الإسعاف الميدانية مع بقية أفراد كتيبتهم في الساعة 14:00 عائدين إلى كرم حيث وصلوا في الساعة 22:00. لقد كانت "رحلة رهيبة في الغبار... 15 ميلًا (24 كيلومترًا) مباشرة عبر بئر السبع وبوقار. كان الغبار كثيفًا جدًا لدرجة أنك لم تستطع رؤية الجمل أمامك. لقد فقدنا اللواء وخيمنا ليلًا في كرم."  وصل قطار الفرقة الأسترالية إلى كرم في الساعة 23:00 بعد مغادرة بئر السبع في الساعة 16:00.
في 5 نوفمبر، استولت فرقة الخيالة الأسترالية على خط المراقبة الذي يربط بين الفيلق 20 والفيلق 21، مع إلحاق لواء الخيالة السابع بدلًا من لواء الخيالة الخامس. قاموا بإعفاء فرقة يومانري الخيالة التي عادت إلى بئر السبع للماء. خلال الصباح عندما شهدوا الاستعداد للهجوم الرئيسي، "كانت هناك وفرة من النقل والإمدادات، وكلها تمضي قدمًا". 
قام الفوجان الحادي عشر والثاني عشر من الخيول الخفيفة (اللواء الرابع من الخيول الخفيفة) بإعفاء اللواء 22 الخيالة على خط وادي حنفيش في الساعة 06:30 يوم 5 نوفمبر، بينما ظل الفوج الرابع من الخيول الخفيفة في الاحتياط حتى الساعة 16:00 عندما تم تمديد الخط للربط مع الفرقة العاشرة (الأيرلندية). وبعد ساعة كانت قوات الفوج الرابع للخيول الخفيفة تحرس تقاطع وادي السمارة وإمليح لحماية مدفعية الفرقة العاشرة (الأيرلندية). في الوقت نفسه، أُرسلت الخيول للسقاية في وادي فارة من الساعة 09:00 إلى الساعة 17:30، بواقع رجل واحد لكل أربعة خيول مع علف واحد للرجل والحصان.
على الرغم من تأخير احتلال بئر السبع لمدة ستة أيام، إلا أن الهجوم كان على وشك التنفيذ في أفضل الظروف. حيث دافعت سبعة أفواج مشاة عثمانية على الأقل، بما في ذلك الفرقة 19، عن المنطقة الواقعة شمال بئر السبع على طول طريق الخليل وفي تل الخويلفة، ولم يتبق سوى فوجين يسيطران على 6.5-ميل (10.5 كـم) أعلى وادي الشريعة. تم إنشاء مستودع الذخيرة الرئيسي شمال غرب بئر السبع، مع مستودع أصغر يضم حوالي 7000 طلقة من عيار 18 مدقة، و1500 طلقة من قذائف الهاوتزر 4.5 بوصة، ومليون وربع طلقة من ذخيرة الأسلحة الصغيرة، حيث أنشأها عمود ذخيرة الفرقة 74 بالقرب من مويلى، بالإضافة إلى الذخيرة التي تحملها البطاريات.

#### خطة الهجوم
تضمنت الخطط الأصلية لاستيلاء القوات البريطانية على خط غزة-بئر السبع في أكتوبر هجومًا على معقل العطاونة من قبل القوة المركبة، وهي قوة تقريبًا بحجم فرقة وتتألف من لواء المشاة الهندي الخامس والعشرين، وكتيبة الهند الغربية، والمفرزة الفرنسية لفلسطين، والمفرزة الإيطالية لفلسطين. كانت هذه القوة معسكرة شرق الفرقة 75 في منطقة الشيخ عباس. وعلى الرغم من أن هذا الهجوم لم يحدث، إلا أن القوة ظلت في الاحتياط.
أصبح خط غزة-بئر السبع عرضة للخطر، وفي فجر يوم 6 نوفمبر، قامت ثلاث فرق من الفيلق العشرين التابع لتشيتود بمهاجمة مركز خط الدفاع العثماني على جبهة واسعة. اقترحت خطة الفيلق العشرين أن تستولي الفرقة 60 (لندن) والفرقة 74 (يومانري) على معقل الشريعة في 6 نوفمبر، وبعد سيطرة الفرقة العاشرة (الأيرلندية) على هريرة في 7 نوفمبر، ستشكل الفرقة 74 (يومانري) احتياطي الفيلق، بينما تم إلحاق الفرقة 60 (لندن) بفيلق الصحراء. وكان من المقرر أن تواصل الفرقة 53 (الويلزية) هجماتها في منطقة الخويلفة.
كانت الأهداف الأولى للفيلق العشرين هي خنادق يبلغ طولها 8 أميال (13 كم)، والتي تمتد شرقًا من وادي الشعرية عند هريرة، على جانبي سكة حديد بئر السبع ووادي الشريعة، إلى الشمال بمسافة 2 ميل (3.2 كم). مع خلو مقارباتهم من أي غطاء باستثناء الوديان، كانت هذه الخنادق، التي حُفرت عبر سهل قاحل ومغبر حتى سفح التلال، تسيطر عليها الفرقة 16.
على الجانب الغربي من السكة الحديد، عُزز خط الخندق بخط ثاني متواصل تقريبًا من الخنادق، يتصل بالخط الأول بالعديد من خنادق الاتصالات. وكانت هذه التحصينات على شكل نصف قمر تواجه الجنوب الشرقي والجنوب والجنوب الغربي. وعلى الجانب الشرقي من السكة الحديد، لم تكن التحصينات قوية جدًا، ولكنها تكونت من سلسلة من النقاط القوية، يصل بعضها إلى 370 مترًا، وهي متباعدة ومواجهة للجنوب. كانت جميع التحصينات في موقع جيد ومبنية بشكل جيد، على الرغم من أن الأسلاك التي تقوي الدفاعات غرب السكة الحديد لم تكن سميكة أو مستمرة، ولم تكن الدفاعات الواقعة شرق السكة الحديد بها أي حماية من الأسلاك.
بدون مساحة للوصول إلى مواقع الفرق الثلاث من الفيلق العشرين لشن هجمات على الجانب، كانت الخطة أن تقوم الفرقة 74 (يومانري) على اليمين بشن هجوم على الدفاعات شرق السكة الحديد قبل التقدم لتغطية يمين للفرقة 60 (لندن)، أثناء هجومها الأمامي على نظام قاوقة باتجاه الأرض المرتفعة شمال تل الشيخ عباس. سيتم تنفيذ الهجوم الأمامي من قبل الفرقة 60 (لندن) بدعم من اللواء 180 على اليمين، ومن اللواء 179 على اليسار، وكذلك بدعم من المدفعية، مع اللواء 181 في احتياطي الفرقة. قام لواء واحد من الفرقة العاشرة (الأيرلندية) بتغطية الجانب الأيسر للواء 179. ثم كان على الفرقة 60 (لندن) مع لواء من الفرقة العاشرة (الأيرلندية) عبور السكة الحديد والاستيلاء على خط خنادق يبلغ طوله 2 ميل (3.2 كم) غرب سكة الحديد، بينما شكل اللواءان المتبقيان من الفرقة العاشرة (الأيرلندية) احتياطي الفيلق.